# おじさまと猫
『おじさまと猫』（おじさまとねこ）は、桜井海による日本の漫画作品。2017年6月12日に桜井が自身のTwitterアカウントにて公開し、2018年2月17日より『ガンガンpixiv』（スクウェア・エニックス・ピクシブ）で連載を開始。その後『月刊少年ガンガン』（スクウェア・エニックス）に移籍し、2019年4月号（3月12日発売）より連載中。
2018年、「次にくるマンガ大賞 2018」にてWebマンガ部門にて2位を受賞。2020年、「でらコミ！」にて大賞を受賞、「第4回みんなが選ぶTSUTAYAコミック大賞」にて2位を受賞。2021年3月時点で累計発行部数は185万部を突破している。
2021年1月からテレビ東京系「ドラマパラビ」でテレビドラマ化。

## あらすじ
ペットショップで売れ残っていた一匹の成猫。日に日に値段が下げられ、誰にも見向きもされず諦めていた猫の前に、ある日一人の男性が現れる。「私が欲しくなったのです」そう告げる男性・神田冬樹に迎え入れられ、猫はふくまると名付けられる。ふくまるは神田の元で、徐々に心を氷解させ、二人は幸せな日々を送ることになるのだった。

## 登場人物
神田冬樹（かんだ ふゆき）
ふくまるの主人。ふくまるはペットショップで販売されていた猫だったが、その特徴的な顔立ちや模様が客受けせず、成猫になるまで売れ残っていた。しかし神田はとても可愛いと感じ、その場で購入。以来、ふくまるを溺愛している。
以前は世界的に著名なピアニストであり「音楽関係者で神田冬樹を知らないなんてアホかバカですよ」と評されるほどだったが、妻の死がきっかけで現在は活動を休止している。妻が急死した日はコンサートの日程と重なっており、無理を押して出演したものの、心労に耐え切れず倒れてしまった。以降、コンサート会場にいると発作を起こすようになり、現在は音楽教室でピアノの先生として働いている。
美しい容姿の持ち主で、男女問わずその美貌の虜になる描写が度々ある。音楽教室の同僚・森山曰く「どっからどう見てもイケメンだああ 同じ人間じゃねぇええ」。本人も自分の容姿の良さには自覚があり、それがピアニストとして自分を売り込むための武器になったととらえている。
元来真面目で誠実な性格で、ふくまるを飼うにあたって何冊もの猫飼育本を熟読している。しかし真面目すぎるがゆえか、自身の体の上で寝るふくまるのために何時間も動けなかったり、猫トイレの砂を盛りすぎて酷い目に会ったりと、どこかお茶目な面も目立つ。良き飼い主であろうと努めているが、ふくまる可愛さに僅かながらも規定量を超えるごはんを与えてしまい、後悔に打ち拉がれる描写もある。ふくまるを迎えて以降は猫好きが加速しているようで、猫種をたくさん覚えていたり、落ちていたビニール袋を猫と見間違えて照れるなど、真面目すぎた性格も軟化している様子。
幼少期は母の厳しすぎる教育が影響し、付き合う友人も制限され、猫を含め動物との触れ合いも許されなかった。また、当時から美しい容姿の持ち主だったが、すべてが制限された教育ゆえか常に無表情で過ごしており、周囲から敬遠されていた。
ふくまる
ペットショップで売れ残っていたところを、神田に迎えられた雄猫。猫種はつぶれた顔が特徴的なエキゾチックショートヘア。5匹兄弟の末っ子。物語開始時は、売れ残っている自身の現状に心を閉ざしていたが、神田と過ごすうちに少しずつ氷解させていく。一番好きなのは神田で、神田への愛称は「パパさん」。
人懐っこい性格で猫好きな人間を見分けられるようで、自身を可愛いと評する森山に対しても懐く様子が見られる。ただし、しつこく触ってくる小林に対しては、唸り声をあげていた。
大食漢でご飯が大好き。ペットショップ時代は精神的な理由で徐々に小食となっていたが、神田の家で食べたドライフードの美味しさに感動して「スーパーミラクルカリカリ」と呼び、それからは以前のように、たくさんごはんが食べられるようになっていった。なお、ペットショップと神田宅とで与えられたフードは同一のもので、実はふくまるも承知済みである。
神田に迎えられて以降も、自己評価の低さからか、度々落ち込む様子が見受けられていたが、神田の愛を信じ、湧き上がる自身のネガティブな感情に打ち勝っている。
ペットショップ時代に引き取られたばかりで泣いていたところを慰めてくれた先輩猫の「モジャ」（のちの飼い主が命名）と後日思わぬ形で再会したが、モジャの身を案じて玄関から飛び出した拍子に神田宅を脱走してしまう。脱走中、何度も挫けそうになるも、モジャと神田を案じる気持ちで自身を鼓舞し、無事、神田との再会を果たした。
神田鈴音
冬樹の妻。故人。折に触れて冬樹の回想の中で登場する。
動物、特に猫好きで、いずれは猫を飼いたいと度々話しており、冬樹とふくまるが出会うきっかけをつくった人物。彼女との思い出が現在の冬樹を癒し、鼓舞する場面が度々描かれ、生前も死後も、内にこもりがちな夫の精神的な支えとなっている。
神田空子（かんだ そらこ）
冬樹と鈴音の娘。眼鏡をかけて、常に虫を追いかけているからか、服装がやや汚れていたり、髪もボサボサだが、顔立ちは父親に似ており、素材自体は悪くない。
子供のころから虫が好きで、珍しい虫を見つけると捕まえようとする。新種の虫を見つけるため海外へと旅立っていた。
神田星鳴（かんだ ほしなり）
冬樹と鈴音の息子で空子の弟。虫と猫が嫌い。（猫に関しては父親とふくまるを介して多少克服した）
父に似た美しい容姿をしているが極度の人見知り。父ほどのピアノの才能は無いが、「KIRA」という芸名で売れっ子作曲家として活動している。
小林夏人（こばやし なつひと）
やんちゃ坊主がそのまま歳を取ったような、神田の大親友。なお「小林」は旧姓で、現在は「高御堂」という妻の苗字を名乗っている。自身の妻を「ミヨちゃん」と呼び、溺愛している様子。
犬派で「茶子」と名付けた柴犬を飼っており溺愛している。ふくまるのことも可愛がっているが、大きな声やしつこくベタベタ触る振る舞いで敬遠されており、ふくまるに触るたびに唸られている。だが、小林といる神田は常に笑顔なため、それを理由にふくまるもまた小林を憎からず思っている。
相手の立場が何であろうと物怖じしない性格ゆえ、子供時代に笑顔を作れず孤立していた神田に積極的に話しかけることで、ついには心を開かせて友人第1号となった。その性格は現在も変わらず、日比野やジョフロワなどのピアニストたちも愛称で呼んで親しくするほど。
佐藤もみじ（さとう もみじ）
ふくまるのいたペットショップで働く店員。ふくまるがペットショップにいたころ、日に日に元気をなくしていくふくまるの身を常に案じており、神田がふくまるを迎えた際には、安堵のあまり涙を浮かべて送り出した。その後もふくまるに関することで何度か神田にアドバイスをし、日比野がマリンを飼う際にも、手助けを買って出る。動物のことになるとテンションが上がり、ついあれもこれもと商品を薦めてしまう傾向がある。ペットショップ以外にもバイトを3つ掛け持ちしており、日比野曰く”ゴリラ並み”で、小林と同等の体力を持つと見られている。
森山良春（もりやま よしはる）
神田の働く音楽教室の同僚。並行してバンド活動も行っているが、職場には詳細を伏せている。神田と初対面の際、自身が語った夢を神田に称賛され、歌声を聴きたいと言われたことを嬉しく思い、神田を強く慕うようになる。
幼少期はピアノを弾いていたが、弟・雅人の技術と才能の前に挫折してしまっていた。神田を日比野のピアノコンサートに誘った際、客席で神田の様子が急変したことを切っ掛けに神田が世界的に有名なピアニストであることを知る。その後は「神田の力になりたい」「また舞台に立てるようになってほしい」という気持ちから、自身のバンドのライブに招待する。
日比野奏（ひびの かなで）
世界的に著名なピアニスト。挑発的な音色で知られ、神田冬樹に最も近いと称される。
幼いころから神田の才能と技術に憧れ、同時に自分が神田に及ばないことも自覚しており、神田を憎みつつも内心では「神様の最高傑作」と呼ぶという、屈折した感情を抱いていた。
ある日、自身のコンサートに神田が客として訪れ途中退席したことから、神田への憎悪が再燃してしまう。そこへ突然訪問してきた母親から猫を押し付けられ、その猫・マリンをきっかけに神田との再会を果たした。それからは猫を交えての神田との交流が増え、彼に対する思いや印象を変化させてゆく。
実は神田がいない世界を求め（＋モテると聞いて）以前からギターを始めており、時々助っ人ギタリストとしてライブのステージに立っている。そこでも神田と遭遇してしまい、ピアノのみならずギターの腕にも感動したと語る神田に対し、コンサートでの途中退席について、怒りを爆発させてしまう。後に神田からそれが複雑な事情が原因だったことを聞いてからは深く反省し、神田との仲を修復させてゆく。
母子家庭で育つが、自己中心的な性格の母親が原因で孤独な少年時代を強いられていたため、親子仲は良くない（なお、母親はそのことに関しては全くの無自覚である）。
森山雅人のピアノの師でもあり、彼の友人曰く、超スパルタ指導でついていけない人が多いとのこと。
マリン
日比野の母に飼われていたエキゾチックショートヘアの雌。彼女の引っ越し先がペット禁止であるために、押し付けられる形で日比野に飼われることとなった。神田が目にした際に、ふくまるにそっくりだと評される。その後、神田と日比野の計らいでふくまると引き合わされた。なお、実際にふくまるとは姉弟であり、思いがけず感動の再会となったが、神田と日比野はその事実に気が付いていない。
ふくまるの幼少期の記憶の中の姿に比べ、母猫ママさんにそっくりになっていることが彼の視点で語られている。ふくまる同様、日比野に迎えられたことで食欲旺盛になり、求めるまま日比野にご飯をごはんを貰い、マルンマルン体型になった過去がある。現在はダイエットに成功している。日比野のことは「おとうさん」と呼び慕っている。
ママさん
ふくまるとマリンの母親猫。毛色は白で、ふくまるやマリンに似ている。子供思いで、離れ離れになってもふくまるやその兄姉たちの幸せを常に願っている様子が描かれている。
ジョフロワ・ランベール
世界のトップに君臨する4人の名ピアニストに名を連ねる、ギュスターヴ・ランベールの息子で、天才ピアニスト。幼少期からすでに高い演奏技術を有しており、父ギュスターヴに弟子入りを果たすことのできた、幼少期の日比野すら凌ぐレベルだった。にもかかわらず、自分の技術を一向に認める気配のないギュスターヴの愛情に常に飢えており、ギュスターヴが唯一認めた男・神田に対しては、深い憎悪を抱いている。同様に日比野も神田を嫌っていたため、それが切っ掛けで日比野とは少し打ち解けている模様。
森山雅人（もりやま まさと）
森山の弟。幼少期に兄・良春を慕い、彼への憧れから自身もピアノを弾き始める。しかし初めて鍵盤に触れた時から天才的な技術を発揮し、それが良春のピアノに対する挫折の原因となってしまう。以後は良春との仲も険悪になってしまい、互いに距離を置いていたが、様々な出来事が双方にとって歩み寄る切っ掛けとなり、無事に仲直りを果たした。
兄よりずっと前から神田の存在を知っており、自室にポスターを貼るほどの大ファン。日比野の教え子でもあり、森山家でもバディとボブと名付けた2匹の猫を飼っているため、日比野がマリンを飼う際に、即席トイレの作り方や必要な飼育道具などの助言をしていた。

## 書誌情報
- 桜井海 『おじさまと猫』 スクウェア・エニックス〈ガンガンコミックスpixiv〉、既刊15巻（2025年6月12日現在）
  1. 2018年2月22日発売[8]、ISBN 978-4-7575-5626-3
  2. 2018年11月22日発売[9]、ISBN 978-4-7575-5772-7
  3. 2019年7月12日発売[10]、ISBN 978-4-7575-6195-3
  4. 2020年1月11日発売[11]、ISBN 978-4-7575-6464-0
  5. 2020年6月12日発売[12]、ISBN 978-4-7575-6669-9
  6. 2020年12月11日発売[13][14]、ISBN 978-4-7575-6920-1 / ISBN 978-4-7575-6921-8（ミニ画集付き特装版）
  7. 2021年3月22日発売[15][16]、ISBN 978-4-7575-7154-9 / ISBN 978-4-7575-7155-6（特別小冊子付き特装版）
  8. 2021年9月10日発売[17]、ISBN 978-4-7575-7465-6
  9. 2022年5月12日発売[18]、ISBN 978-4-7575-7939-2
  10. 2022年11月11日発売[19]、ISBN 978-4-7575-8262-0
  11. 2023年5月11日発売[20]、ISBN 978-4-7575-8571-3
  12. 2023年11月10日発売[21]、ISBN 978-4-7575-8899-8
  13. 2024年6月12日発売[22]、ISBN 978-4-7575-9246-9
  14. 2024年12月12日発売[23]、ISBN 978-4-7575-9567-5
  15. 2025年6月12日発売[24]、ISBN 978-4-7575-9893-5

## テレビドラマ
2021年1月7日（6日深夜）から3月25日(24日深夜)までテレビ東京系「ドラマパラビ」で木曜0時58分から1時28分（水曜深夜）に放送された。主演は草刈正雄。ふくまる、マリンはパペットでの登場。

### キャスト
- 神田冬樹 - 草刈正雄[7]（幼少期：盛永晶月）
- ふくまる - 神木隆之介（声の出演）[26]
- 森山良春 - 小関裕太[26]（幼少期：岡本拓真）
- 佐藤もみじ - 武田玲奈[26]
- 日比野奏 - 平山浩行[26]（幼少期：潤浩）
- 神田鈴音 - 高橋ひとみ[26]
- 小林夏人 - 升毅[26]（幼少期：中村朗仁）
- ペットショップの店長 - 太田正一
- 蓮見 - 東根作寿英（第1話・第7話）
- 山上（音楽教室の同僚） - 石橋けい（第2話 - 第6話、最終話）
- 鈴原（音楽教室の同僚） - 茉依（第3話 - 第6話、第9話 - 最終話）
- 星野（音楽教室の同僚） - 二宮芽生（第3話 - 第6話、第9話 - 最終話）
- 獣医 - 諏訪太朗（第4話・第11話・最終話）
- 日比野の母 - 朝加真由美（第6話 - 第8話）[27]（回想：桜木梨奈）
- 森山雅人（幼少期） - 森崎海來
- 佐々木室長 - 浜田信也（第9話 - 第11話）
- マリン - 松本穂香（声の出演：第6話[28] - 第10話）[27]

### スタッフ
- 原作 - 桜井海
- 脚本 - ふじきみつ彦、伊達さん（大人のカフェ）
- 監督 - 椿本慶次郎、副島正寛
- 人形操演 - 人形劇団プーク（川尻麻美夏、中山正子、長瀬円美、前田 佳奈英、関 彩耶）
- チーフプロデューサー - 山鹿達也（テレビ東京）
- プロデューサー - 濱谷晃一、田中智子（テレビ東京）、櫻井雄一、山邊博文（ソケット）
- 主題歌
  - オープニングテーマ - 吉澤嘉代子「刺繍」[29]
  - エンディングテーマ - 阿部真央「ふたりで居れば」[29]
- 制作 - テレビ東京、ソケット
- 製作著作 - 「おじさまと猫」製作委員会

### 放送日程
| 各話   | 放送日  | 脚本         | 監督       |
| ------ | ------- | ------------ | ---------- |
| 第1話  | 1月07日 | ふじきみつ彦 | 椿本慶次郎 |
| 第2話  | 1月14日 | ふじきみつ彦 | 椿本慶次郎 |
| 第3話  | 1月21日 | 伊達さん     | 椿本慶次郎 |
| 第4話  | 1月28日 | 伊達さん     | 椿本慶次郎 |
| 第5話  | 2月04日 | 伊達さん     | 椿本慶次郎 |
| 第6話  | 2月11日 | 伊達さん     | 椿本慶次郎 |
| 第7話  | 2月18日 | 伊達さん     | 副島正寛   |
| 第8話  | 2月25日 | 伊達さん     | 副島正寛   |
| 第9話  | 3月04日 | 伊達さん     | 副島正寛   |
| 第10話 | 3月11日 | 伊達さん     | 椿本慶次郎 |
| 第11話 | 3月18日 | ふじきみつ彦 | 椿本慶次郎 |
| 最終話 | 3月25日 | ふじきみつ彦 | 椿本慶次郎 |

### 放送局
| 放送期間                            | 放送日時                                       | 放送局         | 対象地域   | 備考           |
| ----------------------------------- | ---------------------------------------------- | -------------- | ---------- | -------------- |
| 1月07日 - 3月25日                   | 木曜 0:58 - 1:28（水曜深夜）                   | テレビ東京     | 関東広域圏 | 製作局         |
| 1月07日 - 3月25日                   | 木曜 0:58 - 1:28（水曜深夜）                   | テレビ大阪     | 大阪府     |                |
| 1月07日 - 3月25日                   | 木曜 2:05 - 2:35（水曜深夜）                   | テレビ愛知     | 愛知県     |                |
| 1月11日 - 3月29日                   | 月曜 1:50 - 2:20（日曜深夜）                   | テレビ北海道   | 北海道     |                |
| 2月21日 - 3月28日 4月03日 - 5月08日 | 日曜 0:00 - 0:30（土曜深夜） 土曜23:30 - 24:00 | びわ湖放送     | 滋賀県     | 独立局         |
| 5月14日 - 7月30日                   | 金曜 0:00 - 0:30（木曜深夜）                   | BSテレ東（2K） | 全国       |                |
| 5月14日 - 7月30日                   | 金曜 0:00 - 0:30（木曜深夜）                   | BSテレ東4K     | 全国       | 4K制作版で放送 |

### ネット配信
- Paraviでは1月1日から毎話先行配信（水曜21:00）[7]。
- ネットもテレ東（TVer、GYAO!）では地上波での放送後から最新話限定で無料配信。

### Blu-ray&DVD
『おじさまと猫』Blu-ray&DVD-BOX
ハピネット・マーケティングから2021年7月2日に発売された。
| テレビ東京系 ドラマパラビ                                                               | テレビ東京系 ドラマパラビ                                            | テレビ東京系 ドラマパラビ                                                       |
| 前番組                                                                                  | 番組名                                                               | 次番組                                                                          |
| --------------------------------------------------------------------------------------- | -------------------------------------------------------------------- | ------------------------------------------------------------------------------- |
| 38歳バツイチ独身女が マッチングアプリをやってみた結果日記 （2020年11月19日 - 12月24日） | おじさまと猫 （2021年1月7日 - 3月25日） - ※ここまで0:58 - 1:28に放送 | 理想のオトコ （2021年4月8日 - 5月27日） - ※ここから0:40 - 1:10に放送            |
| テレビ東京 木曜1:10 - 1:28枠（水曜深夜）                                                |                                                                      |                                                                                 |
| 38歳バツイチ独身女が マッチングアプリをやってみた結果日記 ※0:58 - 1:28                  | おじさまと猫 【ここまで『ドラマパラビ』枠】                          | ラブコメの掟 〜こじらせ女子と年下男子〜 ※1:10 - 1:40 【ここから『水ドラ25』枠】 |

## ゲーム
『おじさまと猫 スーパーミラクルパズル』のタイトルでスクウェア・エニックスより配信されたiOS / Android用ゲームアプリ。2022年1月20日サービス開始。ジャンルは「ハートフルパズルゲーム」。原作の追体験ストーリーと、アプリオリジナルストーリーがフルボイスで展開される。開発担当はビサイド。
2023年1月31日をもってサービスを終了した。
キャスト
- 神田冬樹 - 中田譲治
- ふくまる - 花江夏樹
- 森山良春、ナレーション - 山下大輝
- 佐藤もみじ - 桜咲千依
- 日比野奏 - 櫻井孝宏
- 小林夏人 - 小西克幸
- マリン - 伊藤美来
- ママさん - 井澤美香子
- 子猫 - 阿部菜摘子
- メス猫 - 佐藤はな
- オス猫 - 杉山紀彰
- 茶子 - きそひろこ
- 影中敬 - 津田健次郎
- チーフ山上 - Lynn
- スタッフ鈴原 - 吉岡麻耶
- スタッフ星野 - 花守ゆみり